# Еммі (премія, 2021)
На 73-й церемонії вручення прайм-тайм премії «Еммі» (англ. 73nd Primetime Emmy Awards) були відзначені найкращі телепрограми, що виходили в прайм-тайм у США з 1 червня 2020 року по 31 травня 2021 року. Лавреатів премії обирали члени Американської телевізійної академії. Церемонія проходила 19 вересня 2021 в L.A. Live в Лос-Анджелесі, а жива трансляція події відбувалася на каналі CBS та стримінговому сервісі Paramount+. Загалом в ході церемонії було вручено 27 нагород в різних категоріях. Реджинальд Гадлін і Ян Стюарт виступили в ролі продюсерів заходу, а Гейміш Гамільтон — в ролі її режисера. Ведучим події був Седрік «Розважальник».
На церемонії нагородження «Корона» стала першим драматичним серіалом, який переміг в усіх семи основних категоріях, у тому числі в категорії «Найкращий драматичний серіал». «Тед Лассо», що став «Найкращим комедійним серіалом», очолив лідерство серед всіх комедійних програм із чотирма перемогами. «Хитрощі» отримали три нагороди. «Мейр з Істтауна» також отримав три нагороди, ставши лідером серед мінісеріалів, але премію за найкращий мінісеріал забрав «Ферзевий гамбіт». Серед інших переможців церемонії «Голстон», «Гамільтон», «Я можу знищити тебе», «Події минулого тижня з Джоном Олівером», «Королівські перегони Ру Пола», «Суботнього вечора в прямому ефірі» та «Вечір виборів 2020 зі Стівеном Колбером». Включно з прайм-тайм премією «Еммі» в сфері творчого мистецтва, «Корона» та «Ферзевий гамбіт» стали абсолютними лідерами серед усіх програм, отримавши загалом по 11 нагород. Netflix посів перше місце серед усіх телемереж та платформ, зібравши в сумі 44 нагороди.

## Лавреати та номінанти
Номінанти премії були оголошені 13 липня 2021 року під час віртуальної події. Включно з прайм-тайм премією «Еммі» у сфері творчого мистецтва, серіали «Корона» та «Мандалорець» отримали найбільшу кількість номінацій — 24 штуки. HBO та HBO Max загалом одержали 130 номінацій, на одну більше, ніж в Netflix, що робить їх телемережею з найбільшою кількістю номінацій цього року. «Тед Лассо» з 20 номінаціями став комедійним серіалом з найбільшою в історії «Еммі» кількістю номінацій, отриманих за перший рік своєї трансляції. Таким чином, спортивна комедія Apple TV+ перевершила рекорд мюзиклу «Хор» від Fox, який 2010 року отримав 19 номінацій. Мікейла Джей Родрігес із серіалу «Поза» стала першим трансгендером, номінованим в головній акторській категорії.
Лавреатів премії оголосили 19 вересня, через тиждень після премії «Еммі» у сфері творчого мистецтва, яка відбулася 11 і 12 вересня. «Корона» та «Ферзевий гамбіт» очолили лідерство серед всіх програм. Обидва серіали здобули по 11 нагород та принесли Netflix першу в історії премію за найкращий серіал. До цього платформа, починаючи з 2013 року, мала загалом 30 номінацій на найкращу комедію, найкращу драму та найкращий мінісеріал. «Корона» перемогла одразу в усіх семи головних драматичних категоріях, ставши першим серіалом, якому це вдалося. «Ферзевий гамбіт», в свою чергу, став першим вебсеріалом, який отримав премію за «Найкращий мінісеріал». Netflix із 44 нагородами в сумі став абсолютним лідером серед всіх платформ, також вперше отримавши більше нагород, ніж будь-яка інша мережа чи платформа. Окрім цього, Netflix повторив рекорд з кількості премій, отриманих за рік, встановлений каналом CBS 1974 року. Четвертий сезон серіалу «Оповідь служниці», який загалом одержав 21 номінацію цього року, але не виграв жодної нагороди, побив рекорд «Божевільних», які 2012 року також залишились без премії, маючи при цьому 17 номінацій.
Завдяки перемозі «Королівських перегонів РуПола» в категорії «Найкраща конкурсна реаліті-програма» РуПол, який є продюсером шоу, став темношкірою людиною з найбільшою в історії «Еммі» кількістю нагород. Мікаела Коел стала першою чорношкірою жінкою, яка отримала премію за найкращий сценарій для мінісеріалу, отримавши нагороду за «Я можу знищити тебе».

### Програми
| Найкращий комедійний серіал | Найкращий драматичний серіал |
| --- | --- |
| - «Тед Лассо» (Apple TV+) - «Темніють» (ABC) - «Кобра Кай» (Netflix) - «Емілі в Парижі» (Netflix) - «Бортпровідниця» (HBO Max) - «Хитрощі» (HBO Max) - «Метод Комінськи» (Netflix) - PEN15 (Hulu) | - «Корона» (Netflix) - «Хлопаки» (Prime Video) - «Бріджертони» (Netflix) - «Оповідь служниці» (Hulu) - «Країна Лавкрафт» (HBO) - «Мандалорець» (Disney+) - «Поза» (FX) - «Це — ми» (NBC) |
| Найкращий мінісеріал | Найкраще розмовне шоу |
| - «Ферзевий гамбіт» (Netflix) - «Я можу знищити тебе» (HBO) - «Мейр з Істтауна» (HBO) - «Підземна залізниця» (Prime Video) - «ВандаВіжен» (Disney+)                                               | - «Події минулого тижня з Джоном Олівером» (HBO) - «Конан» (TBS) - The Daily Show (Comedy Central) - «Джиммі Кіммел наживо!» (ABC) - «Пізнє шоу зі Стівеном Кольбером» (CBS)             |
| Найкраща конкурсна реаліті-програма | Найкраще скетч-вар'єте |
| - «Королівські перегони Ру Пола» (VH1) - The Amazing Race (CBS) - Nailed It! (Netflix) - Top Chef (Bravo) - The Voice (NBC)                                                                       | - «Суботнього вечора в прямому ефірі» (NBC) - A Black Lady Sketch Show (HBO) |

### Актори

#### Головні ролі
| Найкращий актор у комедійному серіалі | Найкраща акторка в комедійному серіалі |
| --- | --- |
| - Джейсон Судейкіс у ролі Теда Лассо — «Тед Лассо» (Apple TV+) - Ентоні Андерсон у ролі Андре «Дре» Джонсона — «Темніють» (ABC) - Майкл Дуглас у ролі Сенді Комінськи — «Метод Комінськи» (Netflix) - Вільям Мейсі в ролі Френка Галлахера — «Безсоромні» (Showtime) - Кенан Томпсон у ролі Кенана Вільямса — «Кенан» (NBC)                                             | - Джин Смарт у ролі Дебори Венс — «Хитрощі» (HBO Max) - Ейді Браянт у ролі Енні Істон — Shrill (Hulu) - Кейлі Куоко в ролі Кессі Боуден — «Бортпровідниця» (HBO Max) - Еллісон Дженні в ролі Бонні Планкетт — «Мамця» (CBS) - Трейсі Елліс Росс в ролі Рейнбоу Джонсон — «Темніють» (ABC)                                                                                            |
| Найкращий актор у драматичному серіалі | Найкраща акторка в драматичному серіалі |
| - Джош О'Коннор у ролі принца Чарльза — «Корона» (Netflix) - Стерлінг К. Браун у ролі Рендалла Пірсона — «Це — ми» (NBC) - Джонатан Мейджорс у ролі Аттікуса Фрімена — «Країна Лавкрафт» (HBO) - Реге-Жан Пейдж у ролі Саймона Бассета — «Бріджертони» (Netflix) - Біллі Портер у ролі Прея Телла — «Поза» (FX) - Метью Ріс у ролі Перрі Мейсона — «Перрі Мейсон» (HBO) | - Олівія Колман у ролі королеви Єлизавети II — «Корона» (Netflix) - Узо Адуба в ролі доктора Брук Тейлор — «Пацієнти» (HBO) - Емма Коррін у ролі принцеси Діани — «Корона» (Netflix) - Елізабет Мосс у ролі Джун / Оффред — «Оповідь служниці» (Hulu) - Емджей Родрігез у ролі Бланки Родрігез — «Поза» (FX) - Джерні Смоллетт у ролі Летиції «Леті» Льюїс — «Країна Лавкрафт» (HBO) |
| Найкращий актор у мінісеріалі або фільмі | Найкраща акторка у мінісеріалі або фільмі |
| - Юен Мак-Грегор у ролі Голстона — «Голстон» (Netflix) - Пол Беттані у ролі Віжен — «ВандаВіжен» (Disney+) - Г'ю Ґрант у ролі Джонатана Фрейзера — «Знищення» (HBO) - Лін-Мануель Міранда в ролі Александера Гамільтона — «Гамільтон» (Disney+) - Леслі Одом-молодший у ролі Аарона Берра — «Гамільтон» (Disney+)                                                       | - Кейт Вінслет у ролі Маре Шихан — «Мейр з Істтауна» (HBO) - Мікаела Коел у ролі Арабелли — «Я можу знищити тебе» (HBO) - Синтія Еріво у ролі Арети Франклін — «Геній: Арета» (National Geographic) - Елізабет Олсен у ролі Ванди Максимової — «ВандаВіжен» (Disney+) - Аня Тейлор-Джой у ролі Бет Гармон — «Ферзевий гамбіт» (Netflix)                                              |

#### Другорядні ролі
| Найкращий актор другого плану в комедійному серіалі | Найкраща акторка другого плану в комедійному серіалі |
| --- | --- |
| - Бретт Ґолдштейн у ролі Роя Кента — «Тед Лассо» (Apple TV+) - Карл Клемонс-Гопкінс у ролі Маркуса Вогана у «Хитрощі» (HBO Max) - Брендан Гант у ролі тренера Берда — «Тед Лассо» (Apple TV+) - Нік Мохаммед у ролі Натана Шеллі — «Тед Лассо» (Apple TV+) - Пол Райзер у ролі Мартіна — «Метод Комінськи» (Netflix) - Джеремі Свіфт у ролі Леслі Гіггінса — «Тед Лассо» (Apple TV+) - Кінан Томпсон у різних ролях — «Суботнього вечора в прямому ефірі» (NBC) - Боуен Ян у різних ролях — «Суботнього вечора в прямому ефірі» (NBC)                        | - Ганна Ваддінгем у ролі Ребекки Велтон — «Тед Лассо» (Apple TV+) - Ейді Браянт у різних ролях — «Суботнього вечора в прямому ефірі» (NBC) - Ганна Айнбайндер у ролі Ави Деніелз — «Хитрощі» (HBO Max) - Кейт Маккінон у різних ролях — «Суботнього вечора в прямому ефірі» (NBC) - Розі Перес у ролі Меган Бріско — серіалі «Бортпровідниця» (HBO Max) - Сесілі Стронг у різних ролях — «Суботнього вечора в прямому ефірі» (NBC) - Джуно Темпл у ролі Кілі Джонс — «Тед Лассо» (Apple TV+)                                  |
| Найкращий актор другого плану в драматичному серіалі | Найкраща акторка другого плану в драматичному серіалі |
| - Тобайас Мензіс у ролі принца Філіпа, герцога Единбурзького — «Корона» (Netflix) - Джанкарло Еспозіто в ролі Моффа Гідеона — «Мандалорець» (Disney+) - О-Т Фаґбенлі в ролі Люка — «Оповідь служниці» (Hulu) - Джон Літгоу в ролі Е. Б. Джонатана — «Перрі Мейсон» (HBO) - Макс Мінгелла в ролі командира Ніка Блейна — «Оповідь служниці» (Hulu) - Кріс Салліван у ролі Тобі Деймона — «Це — ми» (NBC) - Бредлі Вітфорд у ролі командира Джозефа Лоуренса — «Оповідь служниці» (Hulu) - Майкл К. Вільямс у ролі Монтроуза Фрімена — «Країна Лавкрафт» (HBO) | - Джилліан Андерсон у ролі Маргарет Тетчер — «Корона» (Netflix) - Гелена Бонем Картер у ролі принцеси Маргарет — «Корона» (Netflix) - Медлін Брюер у ролі Джанін — «Оповідь служниці» (Hulu) - Енн Дауд у ролі тітки Лідії — «Оповідь служниці» (Hulu) - Онжаню Елліс у ролі Іпполіти Фрімен — «Країна Лавкрафт» (HBO) - Еміралд Фіннелл у ролі Камілли Паркер Бовлз — «Корона» (Netflix) - Івонн Страховскі у ролі Серени Джой Вотерфорд — «Оповідь служниці» (Hulu) - Саміра Вайлі в ролі Мойри — «Оповідь служниці» (Hulu) |
| Найкращий актор другого плану в міні-серіалі або фільмі | Найкраща акторка другого плану в міні-серіалі або фільмі |
| - Еван Пітерс у ролі детектива Коліна Забеля — «Мейр з Істтауна» (HBO) - Томас Сангстер у ролі Бенні Воттса — «Ферзевий гамбіт» (Netflix) - Давід Діггз у ролі маркіза де Лафайєта та Томаса Джефферсона — «Гамільтон» (Disney+) - Паапе Ессіейду у ролі Кваме — «Я можу знищити тебе» (HBO) - Джонатан Ґрофф у ролі короля Джорджа — «Гамільтон» (Disney+) - Ентоні Рамос у ролі Джона Лоуренса та Філіпа Гамільтона — «Гамільтон» (Disney+) | - Джуліанна Ніколсон у ролі Лорі Росс — «Мейр з Істтауна» (HBO) - Рене Еліз Голдзберрі в ролі Анжеліки Скайлер — «Гамільтон» (Disney+) - Кетрін Ган у ролі Аґати Гаркнесс — «ВандаВіжен» (Disney+) - Мозес Інгрем у ролі Джолін — «Ферзевий гамбіт» (Netflix) - Джин Смарт у ролі Гелен — «Мейр з Істтауна» (HBO) - Філліпа Су в ролі Елізи Гамільтон — «Гамільтон» (Disney+) |

### Режисери
| Найкраща режисура комедійного серіалу | Найкраща режисура драматичного серіалу |
| --- | --- |
| - Лучія Аньєлло — «Хитрощі» (епізод «There Is No Line») (HBO Max) - Джеймс Берроуз — «Будь позитивним» (епізод «Pilot») (CBS) - Сюзанна Фогель — «Бортпровідниця» (епізод «In Case of Emergency») (HBO Max) - Джеймс Віддоз — «Мамця» (епізод «Scooby-Doo Checks and Salisbury Steak») (CBS) - Зак Брафф — «Тед Лассо» (епізод «Biscuits») (Apple TV+) - Ем-Джей Ділейні — «Тед Лассо» (епізод «The Hope That Kills You») (Apple TV+) - Деклан Лоуні — «Тед Лассо» (епізод «Make Rebecca Great Again») (Apple TV+) | - Джессіка Гоббс — «Корона» (епізод «War») (Netflix) - Джулі Енн Робінсон — «Бріджертони» (епізод «Diamond of the First Water») (Netflix) - Бенджамін Карон — «Корона» (епізод «Fairytale») (Netflix) - Ліз Гарбус — «Оповідь служниці» (епізод «The Wilderness») (Hulu) - Джон Фавро — «Мандалорець» (епізод «Chapter 9: The Marshal») (Disney+) - Стівен Каналз — «Поза» (епізод «Series Finale») (FX) |
| Найкраща режисура мінісеріалу або фільму | |
| - Скотт Франк — «Ферзевий гамбіт» (Netflix) - Томас Кейл — «Гамільтон» (Disney+) - Сем Міллер і Мікаела Коел — «Я можу знищити тебе» (епізод «Ego Death») (HBO) - Сем Міллер — «Я можу знищити тебе» (епізод «Eyes Eyes Eyes Eyes») (HBO) - Крейг Зобель — «Мейр з Істтауна» (HBO) - Баррі Дженкінс — «Підземна залізниця» (Prime Video) - Метт Шекман — «ВандаВіжен» (Disney+) | |

### Сценаристи
| Найкращий сценарій для комедійного серіалу | Найкращий сценарій для драматичного серіалу |
| --- | --- |
| - Лучія Аньєлло, Пол Даунз та Джен Статскі — «Хитрощі» (епізод «There Is No Line») - Стів Йокі — «Бортпровідниця» (епізод «In Case of Emergency») (HBO Max) - Мередіт Скардіно — Girls5eva (епізод «Pilot») (Peacock) - Мая Ерскін — PEN15 (епізод «Play») (Hulu) - Джо Келлі, Брендан Гант і Джейсон Судейкіс — «Тед Лассо» (епізод «Make Rebecca Great Again») (Apple TV+) - Джейсон Судейкіс, Білл Лоуренс, Брендан Гант і Джо Келлі — «Тед Лассо» (епізод «Pilot») (Apple TV+) | - Пітер Морган — «Корона» (епізод «War») (Netflix) - Ребекка Зонненшайн — «Хлопаки» (епізод «What I Know») (Prime Video) - Ялін Чан — «Оповідь служниці» (епізод «Home») (Hulu) - Міша Грін — «Країна Лавкрафт» (епізод «Sundown») (HBO) - Дейв Філоні — «Мандалорець» (епізод «Chapter 13: The Jedi») (Disney+) - Джон Фавро — «Мандалорець» (епізод «Chapter 16: The Rescue») (Disney+) - Раян Мерфі, Бред Фальчук, Стівен Каналз, Джанет Мок і Our Lady J — «Поза» (епізод «Series Finale») (FX) |
| Найкращий сценарій для мінісеріалу або фільму | Найкращий сценарій для скетч-вар'єте |
| - Мікаела Коел — «Я можу знищити тебе» (HBO) - Бред Інгельзбі — «Мейр з Істтауна» (HBO) - Скотт Франк — «Ферзевий гамбіт» (Netflix) - Джек Шефер — «ВандаВіжен» (епізод «Filmed Before a Live Studio Audience») (Disney+) - Чак Гейворд і Пітер Кемерон — «ВандаВіжен» (епізод «All-New Halloween Spooktacular!») (Disney+) - Лора Донні — «ВандаВіжен» (епізод «Previously On») (Disney+)                                                                                         | - «Події минулого тижня з Джоном Олівером» (HBO) - The Amber Ruffin Show (Peacock) - A Black Lady Sketch Show (HBO) - «Пізнє шоу зі Стівеном Кольбером» (CBS) - «Суботнього вечора в прямому ефірі» (NBC) |

### Губернаторська нагорода
Губернаторську нагороду вручили Деббі Аллен «на знак визнання її численних внесків через різноманітні творчі форми у сферу телебачення та благодійну діяльність по всьому світі».

### Кількість номінацій та нагород за програмою
Програми, які отримали кілька номінацій та кілька нагород, перелічені нижче разом із телемережою:
| Номінації | Програма                                 | Телемережа  |
| --------- | ---------------------------------------- | ----------- |
| 13        | «Тед Лассо»                              | Apple TV+   |
| 11        | «Корона»                                 | Netflix     |
| 11        | «Оповідь служниці»                       | Hulu        |
| 9         | «Гамільтон»                              | Disney+     |
| 8         | «ВандаВіжен»                             | Disney+     |
| 7         | «Мейр з Істтауна»                        | HBO         |
| 7         | «Суботнього вечора в прямому ефірі»      | NBC         |
| 6         | «Хитрощі»                                | HBO Max     |
| 6         | «Я можу знищити тебе»                    | HBO         |
| 6         | «Країна Лавкрафт»                        | HBO         |
| 6         | «Ферзевий гамбіт»                        | Netflix     |
| 5         | «Бортпровідниця»                         | HBO Max     |
| 5         | «Мандалорець»                            | Disney+     |
| 5         | «Поза»                                   | FX          |
| 3         | «Темніють»                               | ABC         |
| 3         | «Бріджертони»                            | Netflix     |
| 3         | «Метод Комінськи»                        | Netflix     |
| 3         | «Це — ми»                                | NBC         |
| 2         | A Black Lady Sketch Show                 | HBO         |
| 2         | «Хлопаки»                                | Prime Video |
| 2         | «Події минулого тижня з Джоном Олівером» | HBO         |
| 2         | «Пізнє шоу зі Стівеном Кольбером»        | CBS         |
| 2         | «Мамця»                                  | CBS         |
| 2         | PEN15                                    | Hulu        |
| 2         | «Перрі Мейсон»                           | HBO         |
| 2         | «Підземна залізниця»                     | Prime Video |

| Нагороди | Програма                                 | Телемережа |
| -------- | ---------------------------------------- | ---------- |
| 7        | «Корона»                                 | Netflix    |
| 4        | «Тед Лассо»                              | Apple TV+  |
| 3        | «Хитрощі»                                | HBO Max    |
| 3        | «Мейр з Істтауна»                        | HBO        |
| 2        | «Події минулого тижня з Джоном Олівером» | HBO        |
| 2        | «Ферзевий гамбіт»                        | Netflix    |

### Кількість номінацій та нагород за телемережою
Телемережі, чиї програми отримали в сумі кілька номінацій та кілька нагород, перелічені нижче:
| Номінації | Телемержа      |
| --------- | -------------- |
| 41        | HBO та HBO Max |
| 29        | Netflix        |
| 22        | Disney+        |
| 14        | Hulu           |
| 13        | Apple TV+      |
| 12        | NBC            |
| 8         | CBS            |
| 5         | FX             |
| 5         | ABC            |
| 4         | Prime Video    |
| 2         | Peacock        |
| 2         | Showtime       |

| Нагороди | Телемержа      |
| -------- | -------------- |
| 10       | Netflix        |
| 9        | HBO та HBO Max |
| 4        | Apple TV+      |